# アリエタ医師のいる自画像
『アリエタ医師のいる自画像』（アリエタいしのいるじがぞう、西: Autorretrato con el Dr. Arrieta, 英: Self-Portrait with Dr. Arrieta）は、スペインのロマン主義の巨匠フランシスコ・デ・ゴヤが1820年に制作した自画像である。油彩。多くの研究者がこの作品に宗教的なテーマを見出している。他の解釈ではこの自画像をゴヤの連作壁画《黒い絵》と比較対照し、ゴヤのキャリア全体の中でこれを文脈化している。現在はアメリカ合衆国ミネソタ州のミネアポリスにあるミネアポリス美術館に所蔵されている。

## 制作背景
1792年、ゴヤは眩暈、衰弱、せん妄、吐き気、腹痛、難聴、部分的な失明などの症状をともなう突然の重病にかかった。1793年にマドリードに戻ったとき、ゴヤは完全に聴覚を喪失していた。この病気には梅毒、鉛中毒、脳血管障害、中枢神経系の急性感染症、稀なフォークト・小柳・原田症候群（永久的な難聴を伴う一時的なぶどう膜炎）などの様々な診断が下されている。1819年にゴヤは2度目の重病にかかった。この病気の性質やエウヘニオ・ガルシア・アリエタ医師が行った治療については本作品以外にはほとんど情報がない。ゴヤは死を覚悟していたかもしれないが、アリエタ医師の看護で健康を取り戻し、さらに8年間生きた。したがってこの肖像画はアリエタ医師への贈物であり、感謝の念から描かれたものである。実際に人物像の下の碑文にはゴヤが自画像を描いた理由が説明されている。

## 作品
自画像の中のゴヤはベッドに座り、痛みと苦しみに苦しんでいる。ゴヤが病気で衰弱していることは疲れ切った表情が物語っており、呼吸することさえ大変な苦労をしているように口を半分開いている。肌は死者のように青白く、くすんだ灰色がかっており、白髪が混じった髪も乱れている。ゴヤは白いナイトシャツの上に灰色がかったガウンを着ている。ゴヤの弱々しい手はまるで命に執着しているかのようにベッドシーツをつかんでおり、背後からアリエタ医師の腕に支えられて起き上がっている。医師は患者であるゴヤの口元にコップを当て、薬を飲むよう優しく勧めている。医師は白いシャツの上に濃い緑色のジャケットを着て、黒いズボンをはいている。背景には影のような3人の人物像があり、運命の顔であるかのように見える。
自画像全体は対比で構成されている。前景ではアリエタ医師とゴヤは場面に暖かさをもたらす画面下部にある赤いシーツとともに薄暗い光の中で自然に描かれている。この暖かさは背景の人物たちを描写するために使用した暗い燐光の色調と対比されている。さらに、アリエタ医師の視線は集中と意志の強さを示し、顔色の赤みは健康を示唆しているのに対し、閉じられたゴヤの瞳は意識の欠如と身体を自力で支えることができない状態を表し、顔色の灰色の色合いはゴヤを病気かつ陰鬱に見せている。
ゴヤの衰弱ぶりはベッドシーツを掴む両手と後ろに傾いた頭によって強調されている。この姿勢は直立して患者をしっかりと支えているアリエタ医師とは対照的である。各人物の服装は両者の違いを強調している。ゴヤは灰色のガウンを着ているのに対し、アリエタ医師は希望と関連がある緑色のジャケットを着ている。

## 解釈

### 世俗的文脈と宗教的主題

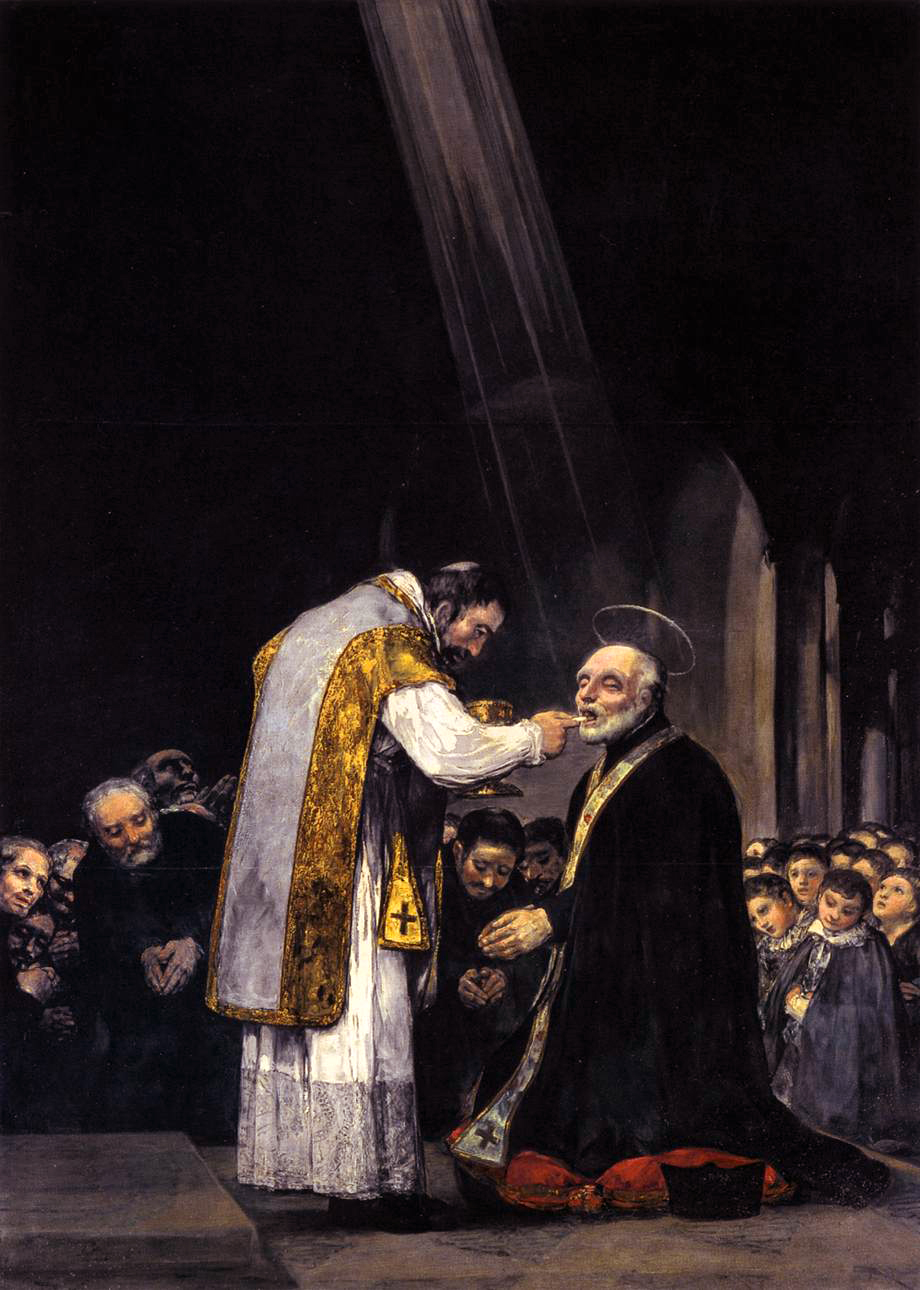
ゴヤの『カラサンスの聖ホセの最後の聖餐』。1819年。

『アリエタ医師のいる自画像』に添えられた碑文は、多くの研究者によって神の介入に対する感謝のしるしとして宗教的場面を描いた当時の教会でよく見られた奉納された作品に例えられている。ゴヤの作品がこれらの作品と異なるのは、奉納した場面を世俗的な文脈に置いている点である。肖像画は教会ではなく医師に感謝の意を表し、ゴヤの回復を神の御業ではなく科学の働きに帰している。アメリカ合衆国の美術史家ジョナサン・ブラウンとスーザン・グレース・ガラッシ（Susan Grace Galassi）は、ゴヤが肖像画をこのように構成したのは、死の淵から生還する手助けをしたアリエタ医師を聖人として描く意図があったからではないかと示唆している。

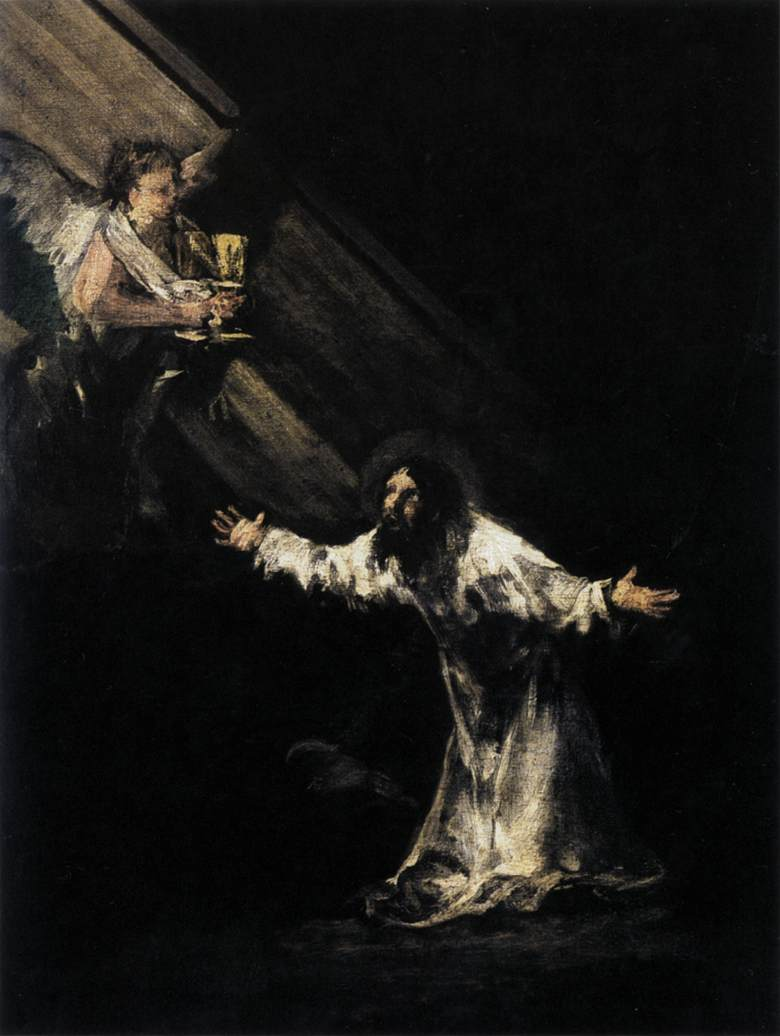
ゴヤの『ゲツセマネの祈り』。1819年。

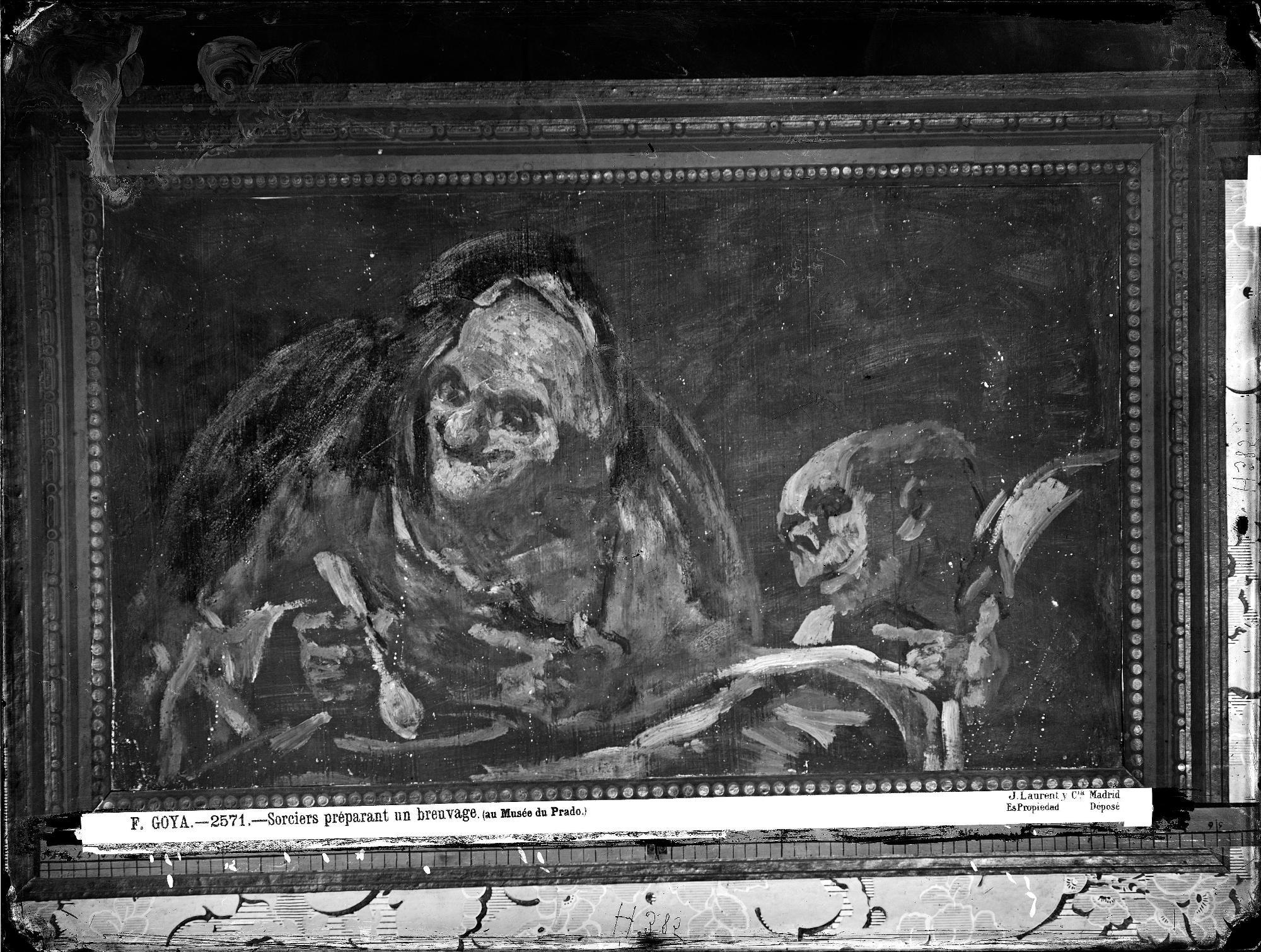
《黒い絵》の1つ『食事をする二老人』。1819年から1823年。

自画像の明らかなテーマである聖餐のように、他のキリスト教への言及もまた研究者によって観察されている。聖餐は当時のスペインの芸術家の間では世俗的な文脈で表現されることが多かった。この主題はキリスト教の聖餐式で捧げられる聖血を彷彿とさせる、ゴヤの唇に杯を差し出すアリエタ医師の動作を通して読み取られる。さらに、キリストが杯を持った天使とともに描かれるゲッセマネの主題でも観察される。自画像を描く前年、ゴヤは『カラサンスの聖ホセの最後の聖餐』（La última comunión de san José de Calasanz）と『ゲツセマネの祈り』（Oración en el huerto）を制作したが、どちらの作品もまさにこれらの宗教的テーマを扱っている。
他ではこの肖像画とピエタのような伝統的な宗教的図像およびアルス・モリエンディのような宗教思想との間の関連性が指摘されている。様々な宗教的暗示を横断し、研究者たちは肖像画の中で主題がすべて明確に世俗的な方法で表現されていることに同意している。

### 背景の人物像と《黒い絵》
背景に現れる人物に関する解釈の中には人間であるとする説がある。画面左の人物は助けを差し伸べる女性、画面右の人物は患者を気遣う隣人と解釈されている。左端の人物はキリスト教の一般的な臨終の儀式を執り行う準備をしている司祭と解釈する人もいる。しかし、またこれらの暗く影のような人物が、自画像とゴヤの後の《黒い絵》とのつながりを示していると見なす研究者もいる。この解釈では背景の人物像が《黒い絵》に描かれた熱に浮かされたような幻覚に似ているとされる。この幻覚はゴヤの病気から生じたものと考えられている。この考え方では自画像は病気という主題を明確に扱っているため、ゴヤの病気体験を垣間見る窓と見なされている。
しかし明確なコンセンサスは得られていない。一例としてロバート・W・ボールドウィン（Robert W. Baldwin）は《黒い絵》と似ているのではなく、むしろ対照的であるという考えを提起している。《黒い絵》は公的な領域での暴力や対立のテーマを明確に扱っているが、この自画像では、私的な領域内で男性が相手を思いやり治癒する様子を描いている。このように『アリエタ医師のいる自画像』は悲観的でも悪夢的でもなく、希望についての絵画と見なされている。

## 評価
ゴヤの『アリエタ医師のいる自画像』は 近代および肖像画の世俗化へと移行するスペインの肖像画の変遷の象徴と評されている。さらにゴヤの自画像、特に大病を患う以前と以降の自身の描写の変化も示している。ゴヤが1792年以前に完成させた自画像は死と初めて遭遇する以前のもので、明確な線と影を使って自身を若く生き生きと表現している。この表現はゴヤが本作品で顎を垂らし、衰弱した身体で表現した方法とは著しく異なる。したがって、この自画像は、特に以前の作品と関連させて見ることで、このゴヤの芸術における変化を分析し、追跡するのに役立つ。
さらに『アリエタ医師のいる自画像』はゴヤの芸術家としてのキャリアを通じて貫かれたテーマの文脈の中に位置づけることができる。ボールドウィンが指摘するように、ゴヤの作品の多くが、悲観と希望、忘却と再学習、破壊と救済といった対照的な考えが絶えず相互作用している。本作品は衰弱と死の場面を描きながらも、同時に希望と治癒への期待を与えているため、この文脈において重要である。

## 来歴
1820年に医師は腺ペストの研究のためにアフリカに旅行し、おそらくそこで死亡した。自画像はスペインに残されていた可能性が高い。1860年にマドリードで展示されたとき、自画像はマドリードのJ・J・マルティネス・エスピノサ（J. J. Martínez Espinosa）のコレクションにあった。その後、自画像はマドリードとパリの個人コレクションに記録されたのち、1952年にミネアポリス美術館に収蔵された。

## ギャラリー
ゴヤの他の油彩による自画像

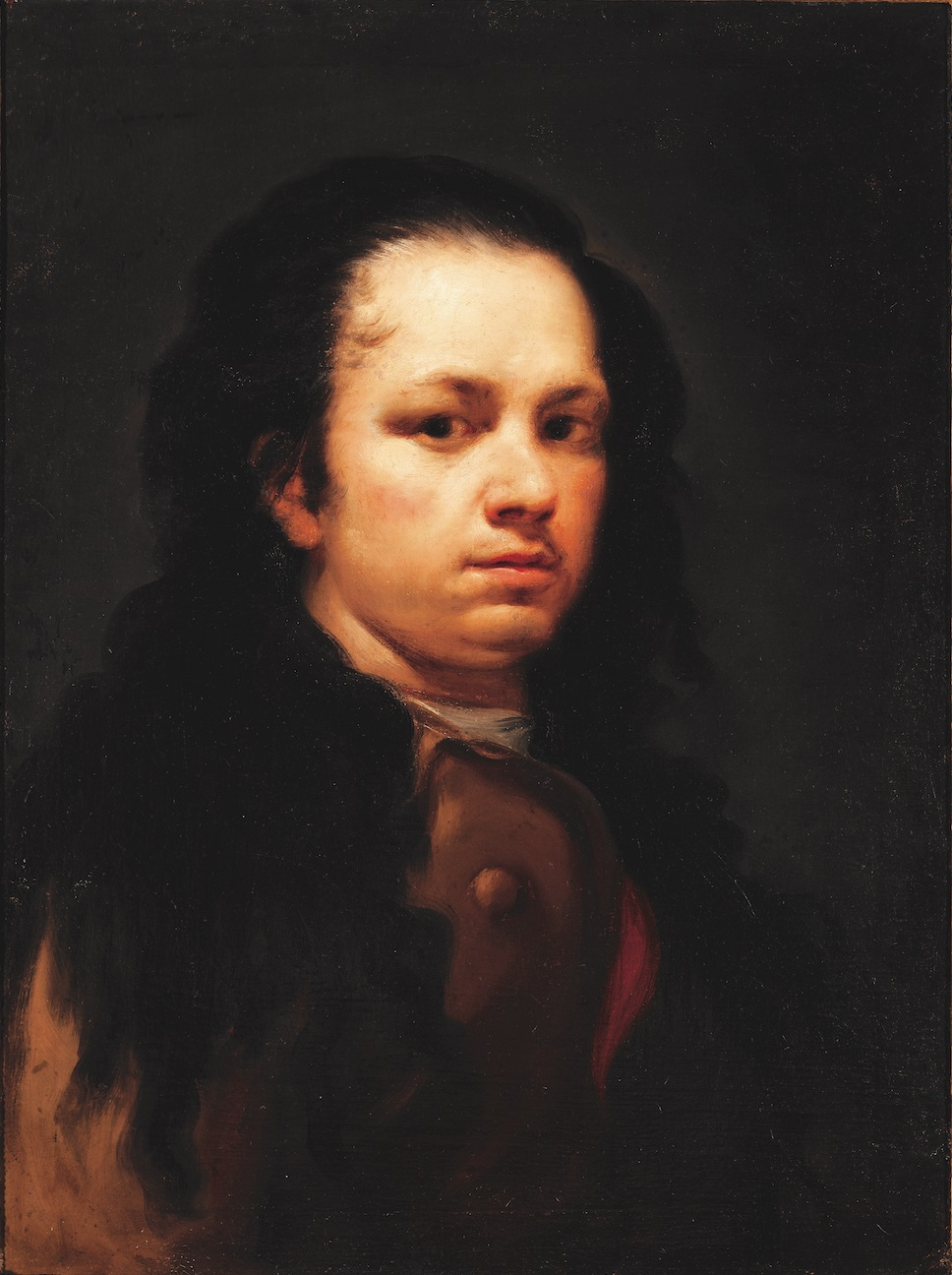
『自画像』1771年から1775年頃 ゴヤ美術館＝イベルカハ・コレクション＝カモン・アスナール美術館（英語版）所蔵
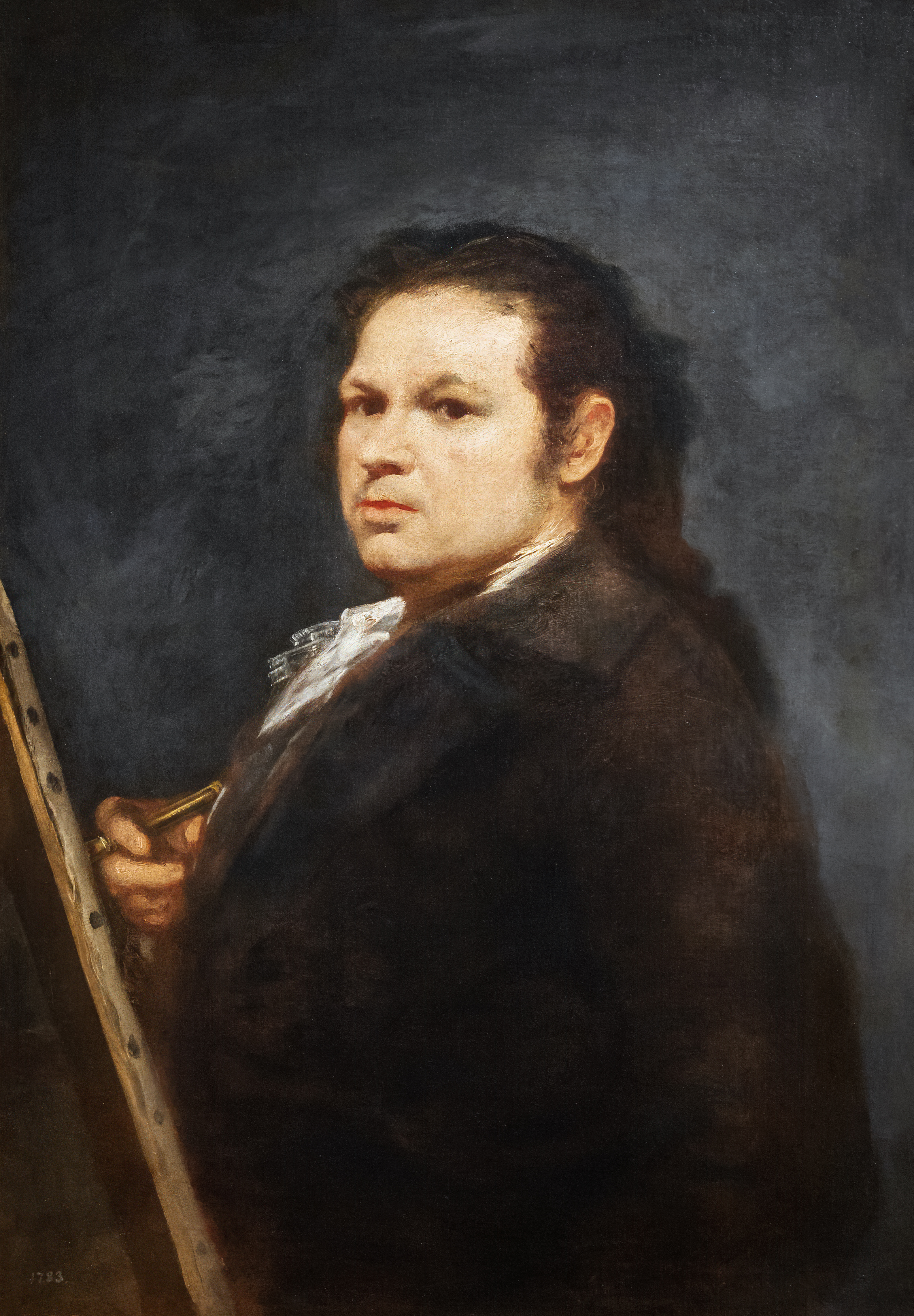
『自画像』1783年 アジャン美術館（フランス語版）所蔵
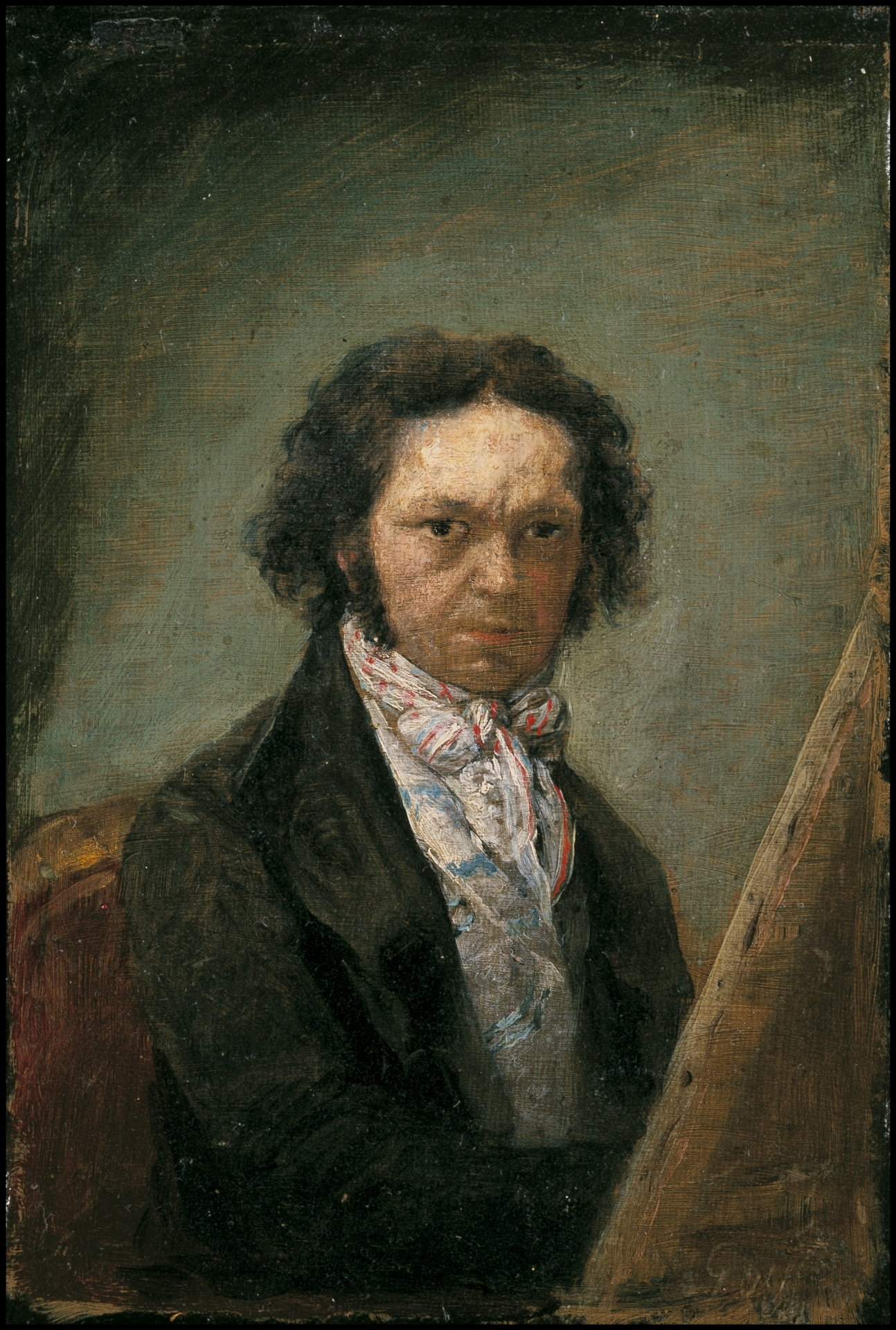
『リネンの自画像』1796年頃 プラド美術館所蔵
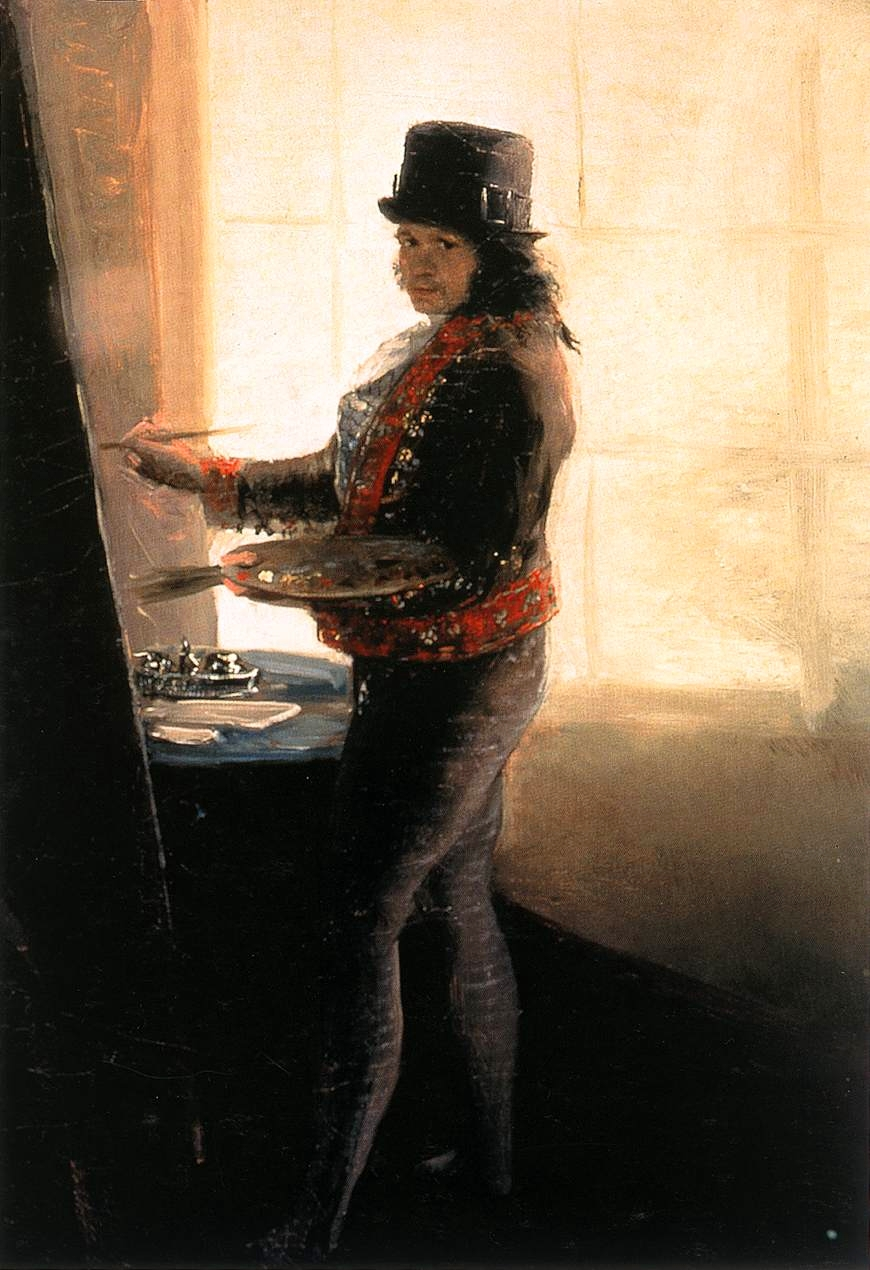
『アトリエでの自画像』1790年 王立サン・フェルナンド美術アカデミー所蔵
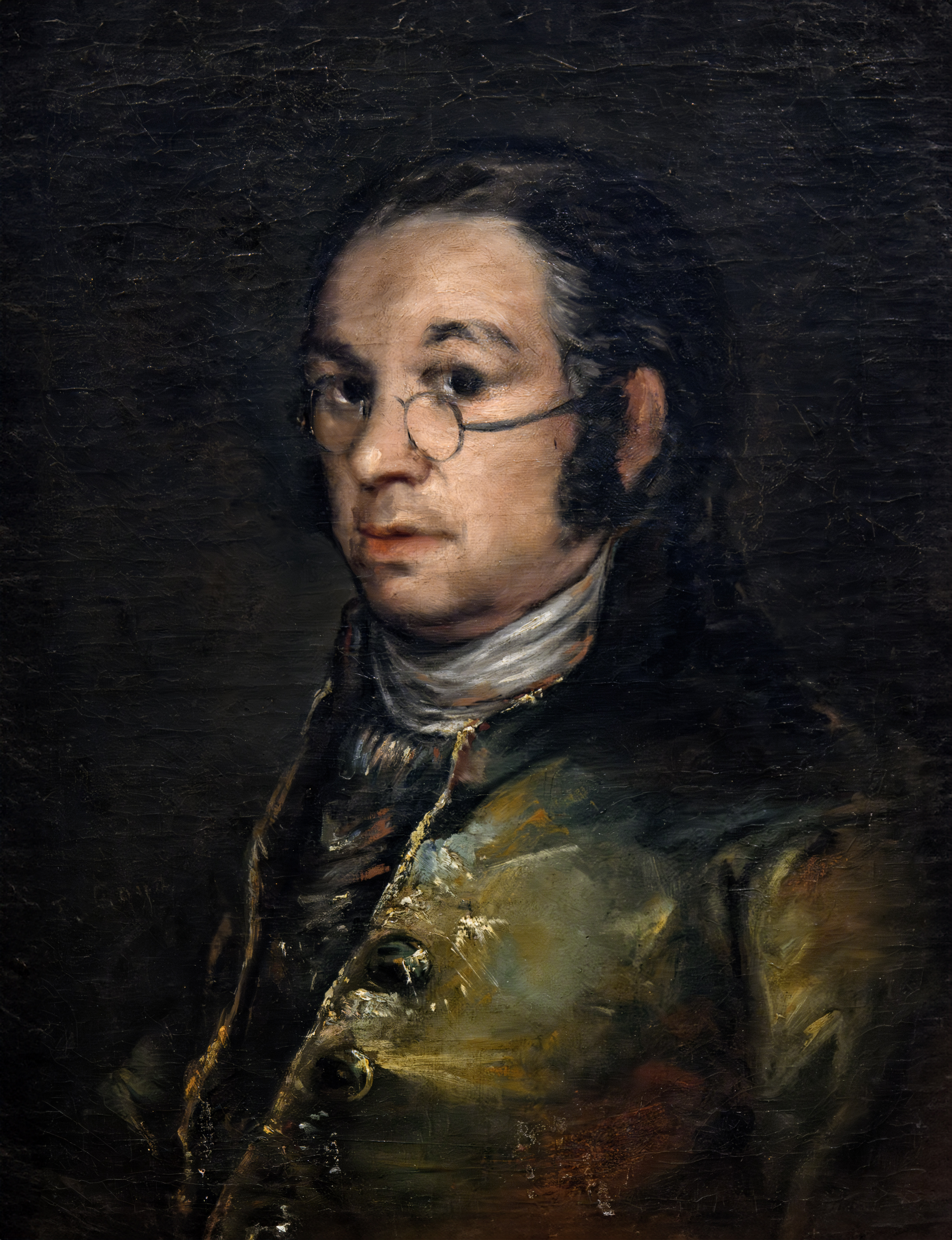
『眼鏡をかけた自画像』1800年 ゴヤ美術館所蔵
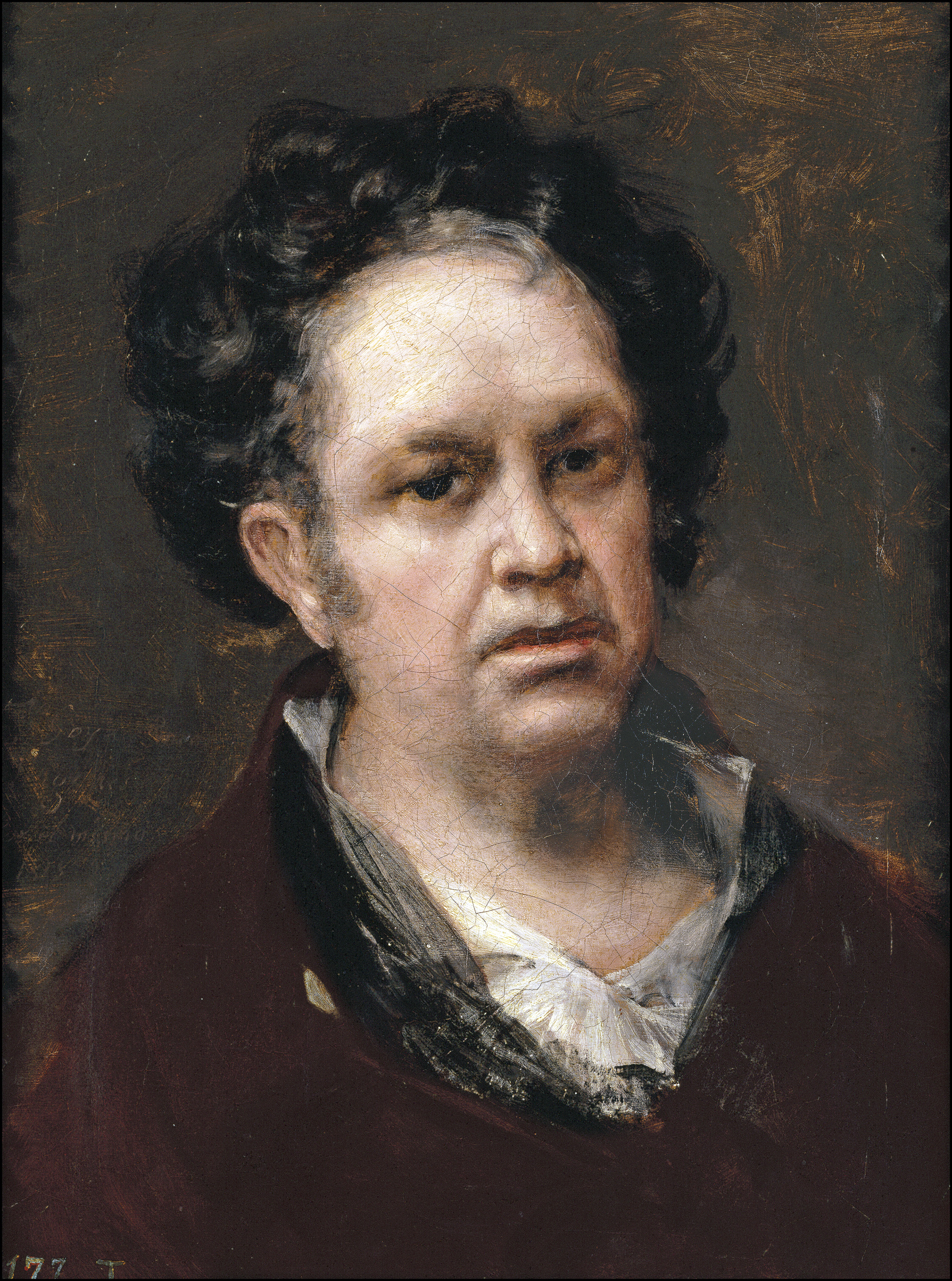
『自画像』1815年 プラド美術館所蔵
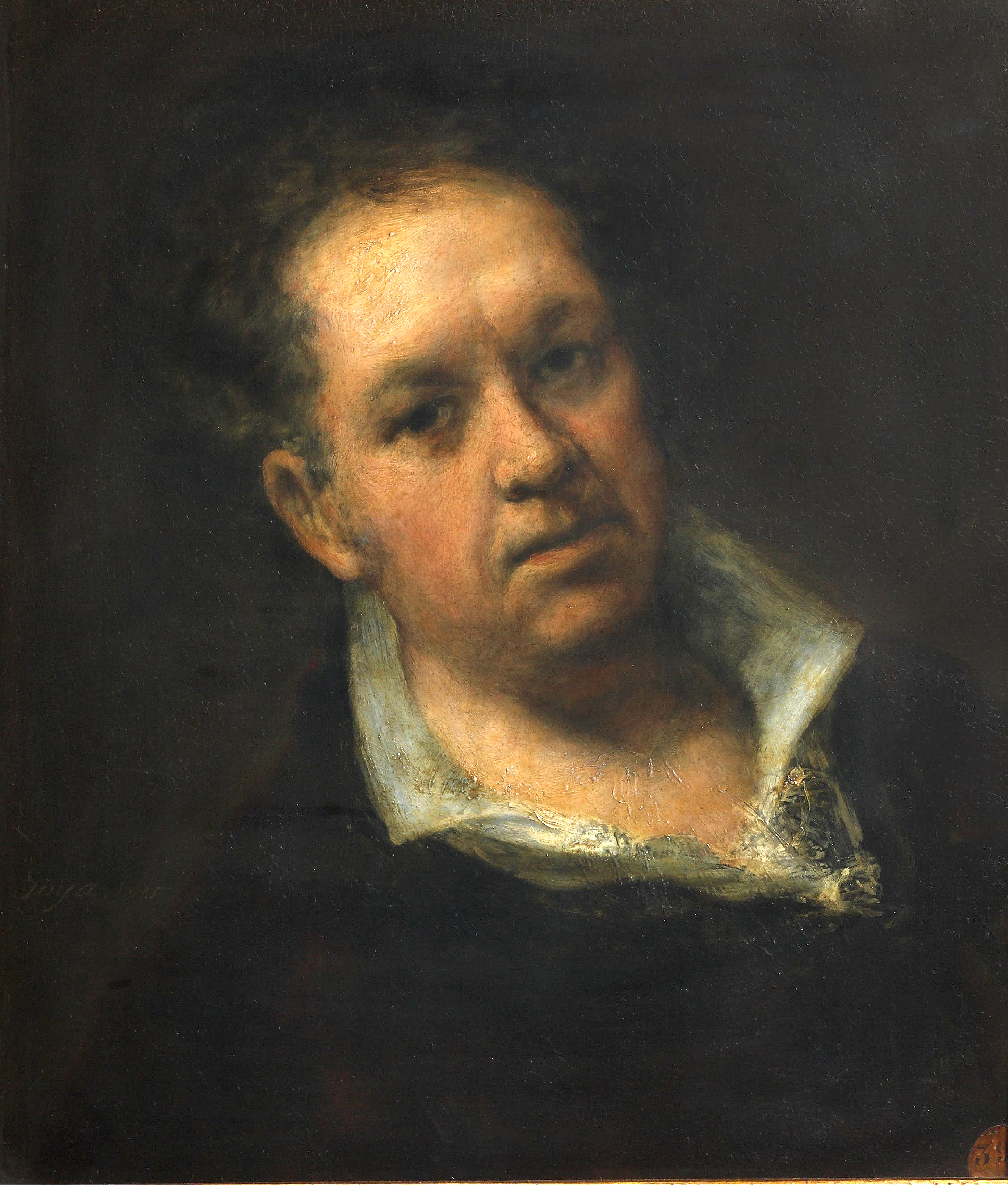
『自画像』1815年 王立サン・フェルナンド美術アカデミー所蔵